# I'm Gonna Scream+
Singles de Tommy heavenly6
Ready?
(2005) Pray
(2006)
I'm Gonna Scream+ est le 4e single de Tommy heavenly6 sorti le 7 juin 2006 au Japon. Il atteint la 22e place du classement de l'Oricon et reste classé pendant 7 semaines. I'm Gonna Scream+ et Going 2 My Way se trouvent sur l'album Heavy Starry Heavenly et sur la compilation Gothic Melting Ice Cream's Darkness "Nightmare".
Toutes les paroles sont écrites par Tommy heavenly6.
| 1. | I'm Gonna Scream+                          |  |
| 2. | Going 2 My Way                             |  |
| 3. | +Gothic Pink+ (Melancholic guitar version) |  |
| 4. | I'm Gonna Scream+ (Original Instrumental)  |  |

| 1. | I'm Gonna Scream+ (PV) |  |